# Андерссон, Лена (писательница)
Лена Андерссон (швед. Lena Andersson/ полное имя Lena Margareta Andersson; род. 1970) — шведская журналистка и писательница.

## Биография
Родилась 18 апреля 1970 года в приходе Kungsholms, Стокгольм, и была вторым ребёнком у Бенгта Андерссона (Bengt Ragnar Andersson) и его жены Маргареты Оберг Андерссон (Margareta Öberg Andersson).
Выросла в стокгольмском округе Тенста и жила там до 1986 года. Училась в лыжной школе в Турсбю, участвовала в лыжных гонках. Получила степень бакалавра в английском и немецком языках, а также политологии в Стокгольмском университете.
Лена Андерссон принимала участие в программе  Sommar на Шведском радио 9 июля 2000 года, 16 июня 2002 года, 9 июля 2005 года и 22 июня 2008 года. В 2005 году, когда её программа была посвящена Иисусу, она привлекла большое внимание слушателей. В том же году она получила премию Ingemar Hedenius от ассоциации гуманистов (Humanisterna).
В 2008 году Андерссон была присуждена стипендия Свена Бергквиста, затем она была удостоена ряда других шведских премий. Она получила звание почетного доктора в Университете Линнеуса в 2016 году.
Лена Андерссон живёт с 2017 года стокгольмском округе Тенста вместе со своим другом Бьёрном Линнеллом.